# Kerpuajärvi
Kerpuajärvi är en sjö i kommunen Kittilä i landskapet Lappland i Finland. Arean är 39 hektar och strandlinjen är 2,57 kilometer lång. Sjön  ingår i Kemi älvs huvudavrinningsområde.   Den ligger omkring 100 kilometer norr om Rovaniemi och omkring 790 kilometer norr om Helsingfors. 